# Gaverina Terme
Gaverina Terme (lombardul: Gaerina) település Olaszországban, Lombardia régióban, Bergamo megyében. Lakosainak száma 873 fő (2023. január 1.). Gaverina Terme Bianzano, Spinone al Lago, Albino, Casazza és Cene községekkel határos.

## Népesség
A település lakossága az elmúlt években az alábbi módon változott:
| Lakosok száma | 879  | 868  | 873  |
|               | 2017 | 2018 | 2023 |